# 前川希帆
前川 希帆（まえかわ きほ、1995年8月22日 - ）は、高等学校の音楽教諭。トランペット奏者、犯罪被害者支援活動家。

## 略歴
長崎県北松浦郡佐々町出身。佐々町立佐々中学校吹奏楽部でトランペットを始めた。2010年、文化活動特別推薦生として佐世保東翔高校に入学、総合学科文化芸術系列でトランペット演奏や音楽理論を学んだ。
プロのトランペット奏者を夢見て音楽系の大学を志望していた高校3年時（2013年）、母が運転する車に乗っていて交通事故にあった。前歯４本を失うなど大きなハンデを負ったが義歯を入れるなどしてトランペットの練習を再開し、くらしき作陽大学音楽学部（倉敷市）に進学した。在学中、心が折れかけたとき、高校時代の恩師中村明夫の励ましを受けた。2018年3月に卒業し、長崎県立口加高校に臨時採用の音楽教員として採用された。
2021年4月、九州文化学園高等学校（佐世保市）に音楽教諭として赴任した。同校では吹奏楽部の設立に尽力している。演奏活動を行いながら飲酒運転、交通事故防止、犯罪被害者支援のための講演を行なっている。

## 入賞歴
- 2012年：日本吹奏楽指導者協会 長崎県部会主催、長崎県ソロコンテスト 金賞・県代表
- 2013年：全国高等学校総合文化祭 長崎県北地区選抜オーディション合格
- 2013年：長崎県高等学校音楽コンクール 金管楽器部門金賞・グランプリ・県代表[5]

## テレビ出演
2013年
- スーパーJチャンネル長崎で特別番組「軽傷ではない」を複数回にわたり放送

2014年
- テレメンタリーで「軽傷ではない（全国完全版30分）」放送
- NCC長崎文化放送20周年記念特別番組として「軽傷ではない（長崎完全版60分）」放送

2018年
- スーパーJチャンネル長崎で特別番組「軽傷ではない」を複数回にわたり放送
- テレメンタリーで「軽傷ではない～新たな夢～（全国完全版30分）」放送
- NCC長崎文化放送25周年記念特別番組として「軽傷ではない～新たな夢～（長崎完全版60分）」放送

## 演奏会、講演
2015年
- 犯罪被害者支援センター特別講演、コンサート（長崎市）

2016年
- 佐世保東ライオンズクラブ結成20周年記念式典で公演（佐世保市）
- 木風小学校スクールコンサートに出演（佐世保市）
- 吉井南小学校スクールコンサートに出演（佐世保市）
- ふるさとジョイントコンサートに出演（西海市）

2018年
- 佐世保東翔高校吹奏楽部定期演奏会で協奏曲を演奏（佐世保市）
- 宮中学校、三川内小学校スクールコンサートに出演（佐世保市）
- 口石小学校スクールコンサートに出演（佐々町）
- 佐々中学校で講演（佐々町）

2019年
- 飲酒運転追放の会で講演[6]（南島原市）
- 安心安全まちづくり上五島大会で講演（新上五島町）
- 岡山県警察主催、犯罪被害者支援大会で講演（岡山市）
- 中部中学校で講演（平戸市）
- 壱岐高校で講演（壱岐市）

2020年
- 清水中学校で講演（佐世保市）
- 犯罪被害者支援長崎大会で講演（長崎市）

2021年
- 相浦中学校で講演（佐世保市）
- 日宇中学校で講演（佐世保市）